# Naturschutzgebiet Oberlauf der Inde im Münsterwald
Das Naturschutzgebiet Oberlauf der Inde im Münsterwald liegt im Gebiet der Stadt Aachen, an der belgischen Grenze, westlich von Rott.

## Beschreibung
Das Naturschutzgebiet liegt an der belgischen Grenze, hier ist der Oberlauf der Inde, das Prälatensief und Ober- und Mittellauf des Fobisbaches mit einigen Nebenbächen und Quellbereichen. Die Böden sind oft gekennzeichnet durch Staunässe mit sehr geringem Nährstoffgehalt, so konnte sich ein Moorseggen-Erlenbruch ausbilden. Der nördliche Teil des Fobisbach-Biotopes ist eine Talmulde mit teils feuchten, teils trockenen Altarmen des Baches, zum Teil mit Schotterbänken. In der Talrinne wachsen Erlen, Birken und eine reiche Krautvegetation bestehend aus Seggen und Torfmoosen. Im südlichen Indetal ist ein Eichen-Birkenwald, der beim Prälatensief lockerer wird. Hier kommen Kiefern hinzu. Ein von Südwesten einmündender Nebenbach fließt durch ein Moor mit wenig Baumbestand. Weiter bachabwärts ist ein großflächiger Moorseggen-Erlenbruch mit Erlen-Birkenwald. Später befindet sich auf der westlichen Seite ein sechs bis sieben Meter hoher Steilhang, danach weitet sich die Talmulde wieder und es breitet sich ein Bruchwald aus mit feuchtem Eichen-Birkenwald.

## Schutzzweck
Es sollen die naturnahen Bachläufe von der Inde und deren Einzugsgebiet erhalten werden, mit seltenen Gesellschaften des Erlenbruchs mit Moorseggen und feuchtem Eichen-Birken Wald, von Pfeifengraswiesen und dem Quellmoor. Letzteres hat eine hohe florengeographische Bedeutung. Ausschlaggebend für die Erhaltung sind auch wissenschaftliche und landeskundliche Gründe wegen der Seltenheit und der besonderen Eigenart dieses Landschaftsteils.